# Dans la foule
Dans la foule est un roman de Laurent Mauvignier paru le 7 septembre 2006 aux éditions de Minuit et ayant reçu la même année le prix du roman Fnac.

## Résumé
Le destin croisé d'une dizaine de supporters de football venus d'Italie, de France, d'Angleterre et de Belgique pour assister le 29 mai 1985 à Bruxelles à la rencontre opposant la Juventus de Turin aux Reds de Liverpool dans le stade où se déroula le « drame du Heysel ».

## Éditions
- Les Éditions de Minuit, 2006  (ISBN 978-2707319647)[1]
- Les Éditions de Minuit, coll. « Double » no 60, 2009  (ISBN 9782707325006)